# Форазако (Падова)
Форазако је насеље у Италији у округу Падова, региону Венето.
Према процени из 2011. у насељу је живело 36 становника. Насеље се налази на надморској висини од 33 м.